# Carlos do Carmo
Carlos Alberto do Carmo Almeida (ur. 21 grudnia 1939 w Lizbonie, zm. 1 stycznia 2021 tamże) – portugalski śpiewak, wykonawca muzyki fado.

## Życiorys

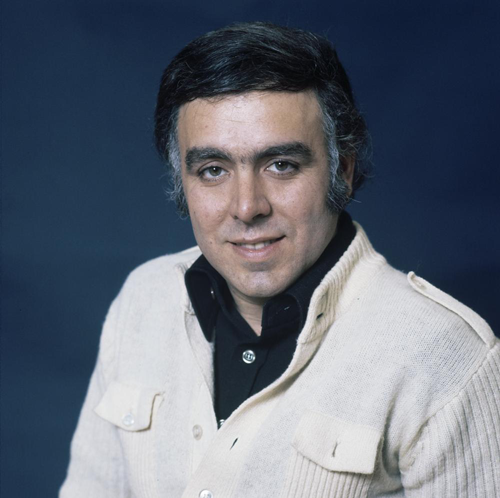
Carlo do Carmo (1976)

Był synem śpiewaczki fado Lucilli do Carmo i Alfreda de Almeida, księgarza i hotelarza. W młodości studiował hotelarstwo w Szwajcarii, a karierę artystyczną rozpoczął w 1964, choć już w wieku 9 lat nagrywał piosenki.
W 1976 reprezentował Portugalię na XXI Festiwalu Eurowizji, gdzie wystąpił z pieśnią Flor de verde pinho (opartą na poemacie Manuela Alegre).
Jego najbardziej znane piosenki to: Os putos, Um homem na cidade, Canoas do Tejo, Lisboa menina e moça, Duas lágrimas de orvalho y Bairro Alto. Zajmował czołowe miejsce wśród twórców współczesnej muzyki portugalskiej, a jego album Un homem no país był pierwszym CD wydanym przez artystę w Portugalii. Od 36 lat Carlosowi do Carmo akompaniował na gitarze José María Nóbrega.
Wystąpił w filmie Carlosa Saury Fados wraz z innymi artystami portugalskimi oraz brazylijskimi, jak Mariza, Camané, Caetano Veloso. Został ambasadorem muzyki oraz kultury portugalskiej poprzez liczne występy i koncerty na całym świecie. Był honorowym obywatelem Rio de Janeiro.